# Lygrus rugosiscapus
Lygrus rugosiscapus là một loài bọ cánh cứng trong họ Cerambycidae.